# Borough of Hastings
Hastings  är ett distrikt (motsvarande kommun) i grevskapet East Sussex i England, Storbritannien. Distriktet har 90 622 invånare (2022). Det består av staden Hastings och orten St Leonards-on-Sea.